# Grindhouse - A prova di morte
Grindhouse - A prova di morte (Death Proof) è un film del 2007, scritto e diretto da Quentin Tarantino. Il film è uno dei due segmenti di Grindhouse, creato come omaggio ai film degli anni settanta come Punto zero e Convoy - Trincea d'asfalto. Secondo le dichiarazioni di Tarantino è "uno slasher senza le caratteristiche dello slasher".

## Trama
Jungle Julia è la DJ più quotata di Austin, in Texas. Le sue migliori amiche sono Arlene e Shanna, con le quali trascorre intere notti a spasso tra i locali della capitale texana, tra un margarita ed uno spinello. Le ragazze visitano il Guero's, locale all'interno del quale, tra un discorso sui ragazzi ed uno sulla radio, viene rivelato ad Arlene che Julia ha indetto un concorso durante la sua trasmissione: questo prevede che Arlene faccia una lap-dance al primo uomo che durante la serata le offrirà da bere e le dedicherà la poesia che recita "Il bosco è magnifico, profondo all'imbrunire e io ho promesse da mantenere e miglia da percorrere prima di dormire. Mi hai sentito Butterfly? Miglia da percorrere prima di dormire!". Julia le consiglia di eseguirla solo se il ragazzo che verrà a soddisfare le condizioni sarà carino.
Le tre ragazze entrano nel mirino di Stuntman Mike, uno stuntman killer ormai in pensione, il cui volto è solcato da una strana e profonda cicatrice, che prova eccitamento quando uccide ragazze a bordo della sua vettura "a prova di morte", una Chevrolet Nova SS.  A metà serata, le ragazze si trasferiscono al Texas Chili Parlor; qui vengono pedinate da Mike, amico di Warren, il barista, che presto attrae a sé la dolce Pam. Warren fa ubriacare le ragazze, mentre Pam chiede un passaggio per tornare a casa: Mike acconsente, dimostrandosi in un primo tempo simpatico e disponibile. Arlene si rende conto, però, che Mike le continua a seguire. Nel locale arriva Lanna Frank, un'amica di Julia che le porta dell'erba. Le ragazze escono per fumare e vengono raggiunte da Stuntman Mike, che offre da bere ad Arlene e le dedica una poesia. Arlene, in un primo tempo non accondiscendente, viene convinta con un trucchetto psicologico ad eseguire la lap-dance per Mike. Terminata questa, le ragazze lasciano il locale, e con loro, Mike e Pam.
Pam vede l'auto di Stuntman Mike e si spaventa, temendo per la sua incolumità: infatti la vettura di quest'ultimo è una di quelle usate dagli stuntman e dunque il sedile per il passeggero è scomodo e poco sicuro. Mike le ricorda che non è stato lui a chiedere il passaggio e la rassicura, ricordandole che proprio per il fatto che l'auto è per stuntman, è "a prova di morte". Pam - ingenuamente - sale nell'auto. Stuntman Mike parte nella direzione opposta a quella richiesta dalla ragazza, e inizia a guidare in maniera pericolosa, facendola urtare contro le pareti dell'auto, fino a causarne la morte a causa dei bruschi urti. Subito dopo Mike torna sui suoi passi, individua Shanna, Arlene, Julia e Lanna e le uccide andandosi a schiantare contro di loro. Lanna muore tra le lamiere, Arlene a causa degli pneumatici, Julia perde una gamba per l'urto e Shanna vola fuori dalla vettura. Mike si salva, nonostante rimanga gravemente ferito. Viene ricoverato nell'ospedale dei coniugi Block, dove gli va a far visita lo sceriffo Earl McGraw insieme al figlio Edgar. Lo sceriffo intuisce subito la reale dinamica dell'incidente, ma le prove (tra cui la testimonianza del barista Warren) scagionano lo stuntman misogino.
Quattordici mesi dopo, Stuntman Mike torna in circolazione a bordo di una Dodge Charger truccata. Le ragazze ora prese di mira sono delle giovani nel mondo del cinema: Abernathy, truccatrice/hairstylist, Kim, stuntwoman, Lee, attrice, e Zoë, anch'essa stuntwoman. Abernathy, Lee e Kim devono andare a prendere Zoë, appena arrivata dalla Nuova Zelanda, dove vive e in gran parte lavora. Le quattro si fermano a Lebanon per fare colazione, durante la quale, conversando su Punto zero ed altri film culto del mondo degli stuntman, Kim e Zoë rivelano a Lee ed Abernathy di avere una pistola, che useranno solamente per autodifesa. Le ragazze trattano con un contadino per guidare una Dodge Challenger del 1970, identica a quella di Punto zero. Il contadino accetta, mentre Lee viene lasciata, senza nemmeno saperlo, in balia del contadino come "garanzia".
A bordo dell'auto eseguono il numero: una ragazza si deve distendere sul cofano dell'auto, in corsa, assicurata solo da due cinture. Proprio mentre eseguono il numero, vengono speronate da Stuntman Mike, che le ha raggiunte. Durante l'inseguimento, Zoë viene sbalzata oltre il cofano e viene creduta morta. Kim afferra la pistola che ha con sé e spara a Mike, che, ferito, fugge. Zoë, in realtà nemmeno scalfita dall'urto, torna all'auto e decide di vendicarsi di lui. Ferito e sanguinante, Mike diventa "l'inseguito". Il trio parte così all'inseguimento del killer; una volta raggiuntolo, lo sperona e lo fa sbattere contro una serie di cartelloni pubblicitari, sino a quando Stuntman Mike non si arrende, la sua auto ormai totalmente distrutta. Le ragazze escono dalla loro auto, lo afferrano e iniziano a prenderlo a pugni. Abernathy lo finisce schiacciandogli il volto con un calcio.

### Versioni alternative
A prova di morte nasce come uno "spettacolo doppio" affiancato a Planet Terror di Robert Rodriguez. In seguito al 'flop' statunitense, la Dimension Films ha deciso di distribuire le pellicole in due parti divise. In compenso, Tarantino ha presentato il film al festival di Cannes 2007 in una versione inedita che aggiunge oltre venti minuti di pellicola in più. Riguardo a quest'operazione, Tarantino ha dichiarato: "Mi sono comportato proprio come i beceri distributori dei film d'exploitation, che tagliavano con l'accetta al limite dell'incoerenza. Ora invece mostro tutto".
In Europa sono contenute molte scene in più:
- la scena della lap-dance, in cui Vanessa Ferlito danza dinanzi a Kurt Russell: negli Stati Uniti questa scena è stata omessa ed al suo posto compare un avviso cinematografico fittizio che recita "bobina mancante";
- la scena in bianco e nero ambientata alla stazione di benzina;
- la scena della colazione.

Tarantino ha comunque dichiarato che alcune scene erano state rimosse dalla versione statunitense per avere un montaggio più "grindhouse", mentre altre sono state aggiunte (la bobina mancante ne è un lampante esempio) perché il pubblico europeo non è abituato al cinema d'exploitation e non avrebbe compreso questi riferimenti.

## Produzione

### Sceneggiatura
Il regista e sceneggiatore Quentin Tarantino iniziò a lavorare alla sceneggiatura di A prova di morte quando Robert Rodriguez, l'amico regista che lo aveva incentivato alla realizzazione di Grindhouse, aveva già iniziato le riprese di Planet Terror.
Inizialmente, il regista voleva girare un film totalmente diverso, nonostante appartenesse sempre al genere slasher. La storia ruotava intorno ad un gruppo di ragazze che venivano perseguitate dal fantasma di uno schiavo nero, un ruolo che con buone probabilità sarebbe finito tra le mani di Samuel L. Jackson.
Il punto di partenza per scrivere la sceneggiatura fu il fascino che Tarantino aveva avuto da sempre verso il mondo degli stuntmen, che in film come Punto zero, Convoy o Zozza Mary, pazzo Gary possedevano un'auto "a prova di morte". Dunque Tarantino decise di dirigere uno slasher su uno stuntman ormai in pensione ossessionato dalle belle ragazze che prova eccitamento sessuale quando le uccide a bordo dei suoi potenti bolidi. Tarantino ricorda, a proposito che "capii di non poter fare un semplice slasher, perché con l'eccezione degli women in prison, non c'è nessun altro genere più rigido dello slasher. E se cerchi di cambiarne le regole, il film non funziona più. Capii di dover prendere allora la struttura di uno slasher e farci quello che volevo. La mia versione è questa: assomiglia ad uno slasher, ma non lo è!".
Molte donne hanno acclamato lo stile dei dialoghi delle donne di A prova di morte. Tarantino li ha definiti "i dialoghi delle amazzoni" ed ha inoltre affermato che è riuscito a creare questi dialoghi "recependo, ricordando, assemblando, dopo essere uscito con donne per anni". L'attrice Tracie Thoms, che nel film interpreta Kim, ha confermato la veridicità della frase.
Il titolo definitivo del film venne deciso da Rodriguez, che disse: "Perché non lo chiami proprio 'A prova di morte'?".

### Cast
Per il ruolo di Stuntman Mike venne chiamato inizialmente Mickey Rourke. Per motivi ancora oggi vaghi, Rourke venne mandato via. Tarantino ha dichiarato che nonostante questi misteriosi disguidi, lui e Rourke non hanno avuto problemi e continueranno a lavorare insieme. In seguito ai disguidi, Tarantino contattò Sylvester Stallone, che invece rifiutò il ruolo. A questo punto, decise di "estrarre dal cilindro" Kurt Russell, che aveva molto apprezzato sino agli anni ottanta, "i tempi di Fuga da New York e La cosa". Riguardo al suo ritorno al cinema d'azione, Tarantino ha dichiarato: "Per favore non chiamatelo 'Lazzaro' e non paragonatelo ad altri attori che in passato ho resuscitato, se no si offende. Kurt non ha mai smesso di lavorare, solo che aveva cambiato genere".

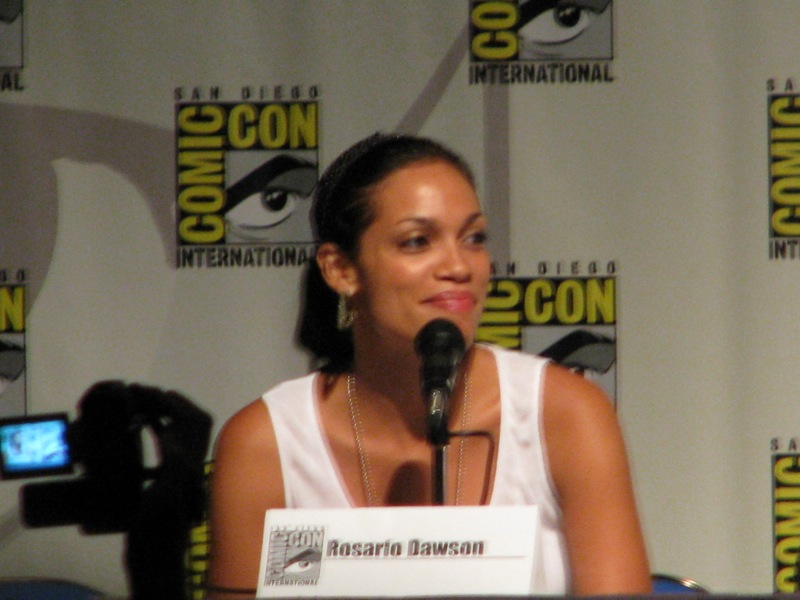
Rosario Dawson al Comic Con International di San Diego 2006

Nel cast una sola attrice è veramente nota, Rosario Dawson, che Tarantino aveva incrociato sul set di Sin City. Le altre protagoniste sono Sydney Tamiia Poitier, figlia del celebre attore Sidney Poitier, Jordan Ladd, figlia di Cheryl Ladd, Mary Elizabeth Winstead, il cui nonno era cugino di Ava Gardner, e Vanessa Ferlito, che Tarantino aveva apprezzato nel serial televisivo CSI: New York. Curioso invece il modo in cui Tarantino ha scelto il cast delle otto donne. Spedì un'inserzione su un giornale locale di Austin in cui avvisava: "Presentarsi con shorts e infradito". Secondo Tarantino, non poteva certo essere chiesto loro di presentarsi nude e dunque l'abbigliamento da lui scelto serviva a farsi un'idea precisa del corpo della ragazza e dell'anima dell'attrice, la quale, per lavorare con lui, deve essere dotata di un forte senso dell'umorismo.
Il regista ha ammesso di aver dedicato il film al mondo delle donne, costruendo dei dialoghi e delle situazioni tipicamente "amazzoni", di cui va fiero. Secondo lui, le donne di A prova di morte sono le "sorelline della Sposa di Kill Bill, solo che queste aggrediscono non solo a pugni, ma anche a parole".

### Regia

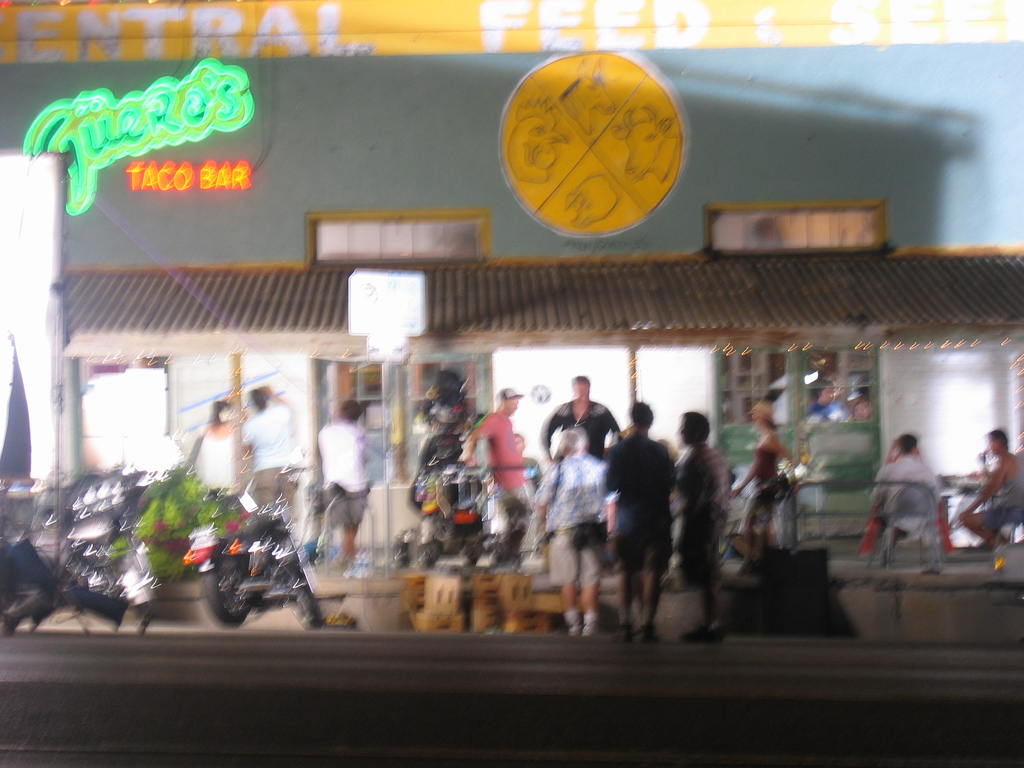
Quentin Tarantino sul set del "Guero's", il ristorante dove Stuntman Mike incontra Pam

Per quanto riguarda lo stile, Tarantino ha usato uno stile di riprese molto antiquato, simile a quello usato - appunto - nei film d'exploitation anni settanta, con improvvise zoomate e stacchi improvvisi. Per la prima volta, il regista si è trovato a lavorare come direttore della fotografia, elemento che secondo alcuni ha giovato al film, grazie all'uso di alcune tecniche, quali la profondità di campo, che rendono visibili in ogni scena tutti i personaggi e creano un film complesso ma al contempo limpido. Riguardo agli inseguimenti in auto, Tarantino ha asserito: "La computer grafica per gli stuntman sulle auto non mi entusiasma. Dovrebbe? Non penso ci sia stato un solo inseguimento in auto degno di nota da quando ho iniziato la mia carriera, nel 1992. Per me, l'ultimo vero inseguimento in auto fu quello di Terminator 2. Anche Final Destination 2 presenta una sequenza d'azione veramente adrenalinica. Ma solo in queste due pellicole, in nessun'altra. Non venitemi a parlare di Matrix, è tutta roba finta, senza anima.Il motivo è questo: nei film d'azione moderni, ogni volta che la scena riesce bene, ci sono dodici telecamere pronte a riprendere da dodici angolazioni diverse, per creare più entusiasmo se la scena fosse venuta male: io non voglio fare così. Secondo me, l'unica cosa importante è l'azione. Se poi viene ripresa da un'inquadratura o da dodici non importa, l'importante è rendere adrenalinico ed interessante il momento per il pubblico".

### Montaggio
Nel montaggio originale di A prova di morte manca una buona mezz'ora di girato. La versione estesa di A prova di morte, mostrata in tutti i paesi non anglofoni, è stata mostrata al Festival di Cannes 2007. A proposito, Tarantino ha poi affermato «Funziona come "doppio spettacolo", ma sono eccitato se non ancora più eccitato di vedere come reagirà il pubblico con un nuovo 'A prova di morte' in versione estesa [...] Sarà la prima volta per ognuno di noi per vedere 'A prova di morte' così come l'ho concepito, persino per me».
Nel montaggio originale, oltre la "bobina mancante", si è cercato di creare alcuni artifizi cinemafotografici, miranti ad ingannare lo spettatore, voluti dal regista stesso: la scritta Quentin Tarantino's "Thunderbolt", che precede quella A prova di morte (il titolo ufficiale della pellicola) nei titoli di testa, dovrebbe essere stato il titolo originale, sostituito poi dal cinema che programmava lo spettacolo. Spesso ciò accadeva nelle grindhouse: «Fa tutto parte dell'atmosfera da ricreare» - ha asserito a questo proposito il regista.

## Distribuzione
Il film è uscito in Italia il 1º giugno 2007, mentre negli Stati Uniti il 6 aprile dello stesso anno.
In Europa, il film è stato presentato in concorso al festival di Cannes 2007 ed è stato distribuito in una versione estesa di 114 minuti (nonostante fosse pubblicizzata come di 127), contenente diverse scene accorciate o tagliate nella versione originale.

## Divieti
Il film in Italia ha ricevuto il divieto ai minori di 14 anni a causa della violenza e del linguaggio presenti nel film.

## Colonna sonora
La colonna sonora di A prova di morte include classici del rock anni sessanta e settanta, come Jeepster della band inglese T. Rex, Staggolee dei Pacific Gas & Electric, Down in Mexico dei The Coasters e Good Love, Bad Love del maestro dell'R&B Eddie Floyd. Tra gli altri pezzi, anche Paranoia prima di Ennio Morricone. Le canzoni sono interrotte da alcuni dialoghi estratti dal film.
Stephen Erlewine, di All Music Guide scrisse che la colonna sonora del film di Tarantino, adeguandosi a quelle dei film precedenti, riesce a euforizzare, divertire e ricreare l'atmosfera sofisticata tanto quanto veloce ed immediata del film. Spaziando dal rock alla musica surf, la colonna sonora include diversi generi spesso posti in secondo piano o rare canzoni di compositori noti. Mentre nella prima metà del disco (e del film) i pezzi si concentrano sui ritmi del soul di Joe Tex e sul rock and roll dei vari gruppi statunitensi e non, nella seconda metà ci si concentra sui ritmi di Chick Habit di April March e sui temi da poliziottesco come Italia a mano armata di Franco Micalizzi, tuttavia non inclusa nella colonna sonora ufficiale.
1. The Last Race (Jack Nitzsche)
2. Baby, It's You (Smith)
3. Paranoia prima (Ennio Morricone)
4. Dialogo:
Planning & Scheming (Eli Roth/Michael Bacall)
5. Jeepster (T. Rex)
6. Dialogo:
Stuntman Mike (Rose McGowan/Kurt Russell)
7. Staggolee (Pacific Gas & Electric)
8. The Love You Save (May Be Your Own) (Joe Tex)
9. Good love, Bad love (Eddie Floyd)
10. Down in Mexico (The Coasters)
11. Hold Tight (Dave Dee, Dozy, Beaky, Mick & Tich)
12. Sally and Jack (Pino Donaggio)
13. It's So Easy (Willy DeVille)
14. Dialogo:
Whatever-However (Tracie Thoms/Zoë Bell)
15. Riot in Thunder Alley (Eddie Beram)
16. Laisse tomber les filles (April March)

## Accoglienza
A prova di morte ha generalmente riscontrato critiche tiepide. Sul sito Rotten Tomatoes ha un indice di gradimento del 67%.
La rivista Empire ha dato al film il voto di 4/5 stelle scrivendo "Tarantino guida selvaggiamente sotto l'influenza" e definendolo "Seriamente intrattenitivo." Anna Smith della BBC diede il voto di 3/5 affermando: "Pur che ci sia del divertimento da avere, l'imitazione di uno stile cinematografico low-budget defunto è forse troppo precisa quando si tratta dei difetti del genere."
Roger Ebert diede a Grindhouse 2,5 stelle su 4 scrivendo: "Anche se è stato il mio segmento preferito, A prova di morte rimane lo stesso sposato a lunghe scene di dialogo espositivo".
Peter Benshaw del The Guardian, pur ammirando la scena dell'incidente d'auto, ha espresso un'opinione più negativa del film, scrivendo: "È pieno di lunghe, lunghe, lunghe scene di conversazione inconseguente, il che è uno smacco in confronto agli epici discorsi improvvisati da Le iene e Pulp Fiction. Il genio malato di Tarantino è presente e osservabile nel film, ma bisogna ammettere che lo è stato per breve." In un'intervista Tarantino ha affermato che A prova di morte è il film di cui va meno fiero.

## Premi e riconoscimenti
Academy of Science Fiction, Fantasy & Horror Films
- Nomination come miglior DVD in edizione speciale

Cannes Film Festival
- Nomination della Palma d'oro al regista Quentin Tarantino

Empire Awards
- Nomination come miglior film horror

## Slogan promozionali
- «These 8 Women Are About To Meet 1 Diabolical Man!»
«Queste otto donne stanno per incontrare un uomo diabolico!»;
- «A White-Hot Juggernaut At 200 Miles Per Hour!»
«Un bisonte della strada che corre a 200 miglia all'ora!»;
- «Dal regista di 'Pulp Fiction' e 'Kill Bill'»;
- «Non è mai consigliabile accettare passaggi da uno sconosciuto»;
- «È l'ultima volta che salgo su un'auto più truccata di me»;
- «Mi ha portato a fare un giro della morte».

## Curiosità
- La poesia citata da Jungle Julia, quella necessaria per chiedere ad Arlene di fare una lap-dance, è la parte finale di una poesia del poeta statunitense Robert Frost, Stopping by Woods on a Snowy Evening («i boschi sono belli, oscuri e profondi, ma ho promesse da mantenere e molte miglia da percorrere prima di dormire, molte miglia da percorrere prima di dormire»). L'uso di questa particolare poesia è una citazione del film Telefon, del regista Don Siegel, nel quale questa poesia serve ad attivare alcune spie sovietiche "dormienti" infiltrate molti anni prima negli Stati Uniti. Udendo questa frase, le spie entrano in una sorta di trance ed effettuano missioni suicide.